# Micrografx
Micrografx Inc. wurde im Juni 1982 von J. Paul und George Grayson im texanischen Richardson gegründet und war einer der ersten Anbieter für Grafiksoftware unter Microsofts Oberfläche Windows. Noch im Gründungsjahr wurde ein europäisches Tochterunternehmen, die Micrografx (Deutschland) GmbH mit Sitz in Unterschleißheim bei München gegründet.

## Geschichte
Micrografx ging im Juli 1990 an die Börse, die Aktien wurden unter dem Kürzel MGXI an der NASDAQ gehandelt.
Mitte der 1990er Jahre war Micrografx ein führendes Unternehmen im Bereich Grafiksoftware für Windows, mit zwei Produktlinien: Business-Produkte und Consumer-Produkte.
Am 2. April 1996 wurde die Softwarefirma Visual Software, Inc, ein Anbieter von 3D-Grafikprogrammen, durch Aktientausch übernommen.
Im Oktober 2001 wurde Micrografx von der Corel Corporation übernommen und die Designsparte in das Corel-Produktportfolio eingegliedert. Der Bereich für Prozessoptimierung wird seit 2003 unter dem Namen iGrafx als eine unabhängige Geschäftseinheit von Corel geführt.

## Produkte
Die Produktpalette umfasste sowohl bekannte Bildbearbeitungs- und Zeichenprogramme wie den Micrografx Picture Publisher und Micrografx Designer als auch im Markt anerkannte Darstellungswerkzeuge für Prozessmodellierung wie den Igrafx FlowCharter.
Zu den Business-Produkten gehörten:
- ABC FlowCharter, eine Komplettlösung für schnelles Visualisieren, professionelle Planung und Qualitätsmanagement
- ABC SnapGraphics zum schnellen Visualisieren von Ideen und Konzepten
- das Grafik-Multitalent Micrografx Works
- das Mal- und Zeichenprogramm Micrografx Windows Draw
- Micrografx Designer Power Pack, eine Komplettlösung für Grafik, technische Illustration und Bildbearbeitung mit Designer, Picture Publisher und Kai’s Power Tools
- Micrografx PhotoMagic für Bildbearbeitung
- das Präsentations- und Infotainment-Programm Micrografx Charisma
- Windows OrgChart für Organigramme

Zum Consumer-Bereich gehörten die Mal- und Kreativprogramme Crayola Amazing Art Adventure und Crayola Art Studio, für Kinder von 3 bis 6 beziehungsweise 6 bis 12 Jahren.

## Ehemalige Grafikprodukte
- Micrografx ABC FlowCharter – Software zur Prozessdarstellung und -modellierung sowie Diagrammerstellung
- Micrografx Charisma – komplette Grafiklösung für Unternehmen
- Micrografx Designer – Software für professionelle, technische Illustration, heute bekannt als Corel Designer
- Micrografx Draw – Zeichenprogramm für Windows und OS/2
- Micrografx Enterprise Charter – ermöglichte das Auslesen von Referenzmodellen aus SAP
- Micrografx Graphics Suite – Kombination von Designer, Flowcharter, Picture Publisher und Simply 3D
- Micrografx In-A-Vision – die erste nicht von Microsoft entwickelte Windowsanwendung
- Micrografx Picture Publisher – Software zur Bearbeitung von Fotos und Bitmapgrafiken

Die letzte englischsprachige Vollversion 10.1 des Picture Publisher war nach der Einstellung der Vermarktung im kostenlosen Download erhältlich.